# Cape Rundingen
Cape Rundingen (englisch; norwegisch Rundingen ‚Rundberg‘) ist ein 5 km breites Eiskap im Schelfeisgürtel an der Ingrid-Christensen-Küste des ostantarktischen Prinzessin-Elisabeth-Lands. Es liegt 66 km nordöstlich der Walkabout Rocks, die das nordöstliche Ende der Vestfoldberge bilden.
Norwegische Kartographen, die es auch benannten, kartierten es 1946 anhand von Luftaufnahmen der Lars-Christensen-Expedition 1936/37. Das Antarctic Names Committee of Australia übertrug diese Benennung 1992 ins Englische.